# Germantown (Tennessee)
Germantown es una ciudad ubicada en el condado de Shelby en el estado estadounidense de Tennessee. En el Censo de 2010 tenía una población de 38.844 habitantes y una densidad poblacional de 749,81 personas por km².

## Geografía
Germantown se encuentra ubicada en las coordenadas 35°4′55″N 89°46′57″O / 35.08194, -89.78250. Según la Oficina del Censo de los Estados Unidos, Germantown tiene una superficie total de 51.8 km², de la cual 51.72 km² corresponden a tierra firme y (0.15%) 0.08 km² es agua.

## Demografía
Según el censo de 2010, había 38 844 personas residiendo en Germantown. La densidad de población era de 749,81 hab./km². De los 38 844 habitantes, Germantown estaba compuesto por un 89.54% de blancos, el 3.57% eran afroamericanos, el 0.21% eran amerindios, el 5.15% eran asiáticos, el 0.02% eran isleños del Pacífico, el 0.43% eran de otras razas y el 1.07% pertenecían a dos o más razas. Del total de la población el 1.89% eran hispanos o latinos de cualquier raza.